# قره چورلو
قاراچورلو یا قره چورلو نام یکی از ایل های ترک که خاستگاهشان در کناره دریاچه وان در جنوب شرقی ترکیه امروزی است و به قره داغ ، اطراف دریاچه ی ارومیه شمال خراسان، شمال گیلان، دشت ورامین، سمنان نیز مهاجرت نموده اند.

## وجه تسمیه
- قاراچورلولار به معنای صاحبان شمشیرهای سیاه آبدیده[نیازمند منبع] می باشد.
- واژه قاراچورلو (به ترکی استانبولی: Karaçorlu) (به انگلیسی: Qarachurlu) دارای دو کلمه قارا (به ترکی استانبولی: Kara) به معنی سیاه و چور (به ترکی استانبولی: çor) و پسوند نسبت لو می باشد.
- چورها در اساطیر ترکی موجوداتی روحانی هستند که در متون پیش از اسلام و سنت های شفاهی از آنها یاد شده است و در ابعادی فراتر از جهان مرئی انسان ها در دنیایی غیبی ساکن هستند. در روایات عامیانه ذکر شده است که چورها از آتش ساخته شده اند، اما ماهیتی فیزیکی نیز دارند و می توانند با افراد و اشیاء تعامل فیزیکی داشته باشند. یک چور می‌تواند خوب (سفید) (Aq-çor)، شر (سیاه) (Kara-çor)  یا بی طرفانه خیرخواه بوده ولذا مانند انسان‌ها و بر خلاف فرشتگان دارای اراده آزاد است.[۱]

## تاریخچه

### دوران صفویه
در حدود سالهای  ۱۵۹۸ تا ۱۶۱۰ میلادی در دوره دودمان صفویه جمعیت کرد کرمانج در منطقه خراسان ایران ساکن بوده اند که از اقوام ایل قارا چورلو کاراچورلو بوده و به لهجه کردی کرمانجی تکلم و شیعه بوده اند.

### دوران افشاریه
در فتح بغداد قاراچورلوها در کنار نادر شاه بودند و در کتاب جهانگشای نادری به دفعات از قاراچورلوها نام برده شده‌است.
دوران حکومت نادر‌شاه افشار، در عرصه‌های خارجی، با موفقیت‌های نظامی و سیاسی همراه بود؛ اما در درون کشور، این دوران مملو از کنش‌ها و واکنش‌های ایلات و طوایف مختلف، در قالب درگیری‌های نظامی و چالش‌های سیاسی بود. ایل قراچورلو یکی از ایلاتی است که به نظر می‌رسد در درگیری‌ها و چالش‌های عصر نادر، حضوری جدی و اثرگذار داشته است. بررسی نقش و جایگاه این ایل در تحولات نظامی و سیاسی ایران و نتایج منتج از آن، مسئلۀ اصلی این پژوهش است. این ایل که از ایلات نیرومند کرمانج زبان خراسان شمرده می‌شد، با مجموعۀ کوشش‌های رهبران خود، موفق شد برخی از معادلات سیاسی و نظامی را در مخالفت و سپس در موافقت با حکومت نادرشاه به هم ریزد؛ درنهایت نیز، در لشکرکشی‌های نادر، ایل قراچورلو به یکی از متحدان اصلی او تبدیل شد. نتیجۀ بررسی‌های گوناگون در این باره، نشان می‌دهد طوایف مختلف وابسته به این ایل در مقام پیش‌قراولان سپاه نادر، به‌ویژه در نبرد با افغان‌ها و عثمانی‌ها و سایر نبردهای خارجی، حضوری فعال داشته‌اند؛ علاوه بر این، تورکهای قراچورلو در سرکوبی شورش‌های داخلی همواره در کنار حکومت نادرشاه بوده‌اند. ایل قراچورلو و طوایف مختلف وابسته به آن از ایلاتی بود که در تحولات سیاسی و نظامی عصر نادری نقش بسزایی داشت. به‌دنبال تحولات سال‌های پایانی حکومت صفویه، قراچورلوها در گسترۀ کوهپایه‌های آلاداغ خراسان مستقر شدند. در سال‌های ابتدایی حرکت نادر، نخست مخالفت‌هایی با او کردند؛ اما باتوجه به تمهیداتی که نادر در تعامل با ایلات و طوایف اندیشیده بود، به‌زودی به یکی از متحدان اصلی او تبدیل شدند. در پژوهش حاضر، مسئلۀ اصلی این است که نقش و‌ جایگاه این ایل و کوشش رهبران آن در تحولات عصر نادری تجزیه و تحلیل شود.

## امیران قره چورلو
شهباز بیگ قره چورلو